# 泥板
泥板是古代近東青铜时代和铁器时代楔形文字的书写材料，原材料為黏土。人們在濕泥板上用芦苇笔寫上楔形文字，然後再將濕泥板晒干。寫有楔形文字的泥板於1853年在奧斯曼帝國統治下的兩河流域首次被發現。